# 히로사키 공원

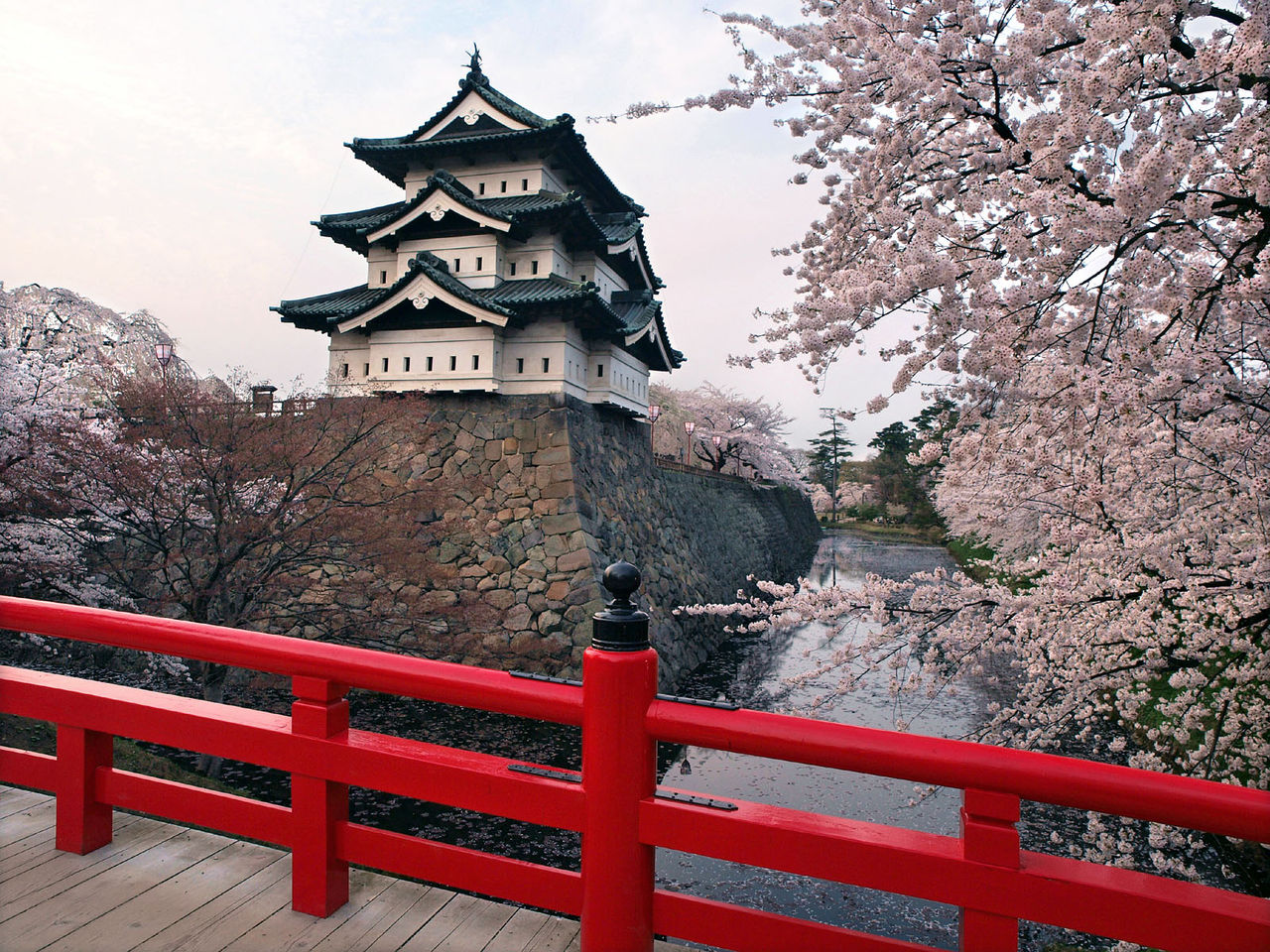
히로사키 공원

히로사키 공원(일본어: 弘前公園 히로사키코엔[*])은 아오모리현 히로사키시의 공원이다. 1611년에 세워진 히로사키성을 중심으로 한 공원으로 성은 원래 불타 없어졌으나 1810년에 재건되었다. 3층의 천수각 안에는 역사 박물관이 있다. 봄에 5,000그루의 벚꽃이 활짝 필 때 열리는 히로사키 벚꽃 축제는 전국적으로 유명하며, 가을의 히로사키 성 축제, 겨울의 눈 등불 축제 등은 많은 관광객을 불러들인다.